# NGC 4190
NGC 4190 este o low-surface-brightness galaxy⁠(d) situată în constelația Câinii de Vânătoare. A fost descoperită în 1 mai 1785 de către William Herschel. Se află la o distanță de 2,83 megaparseci de Pământ.